# Franz Joseph Märter

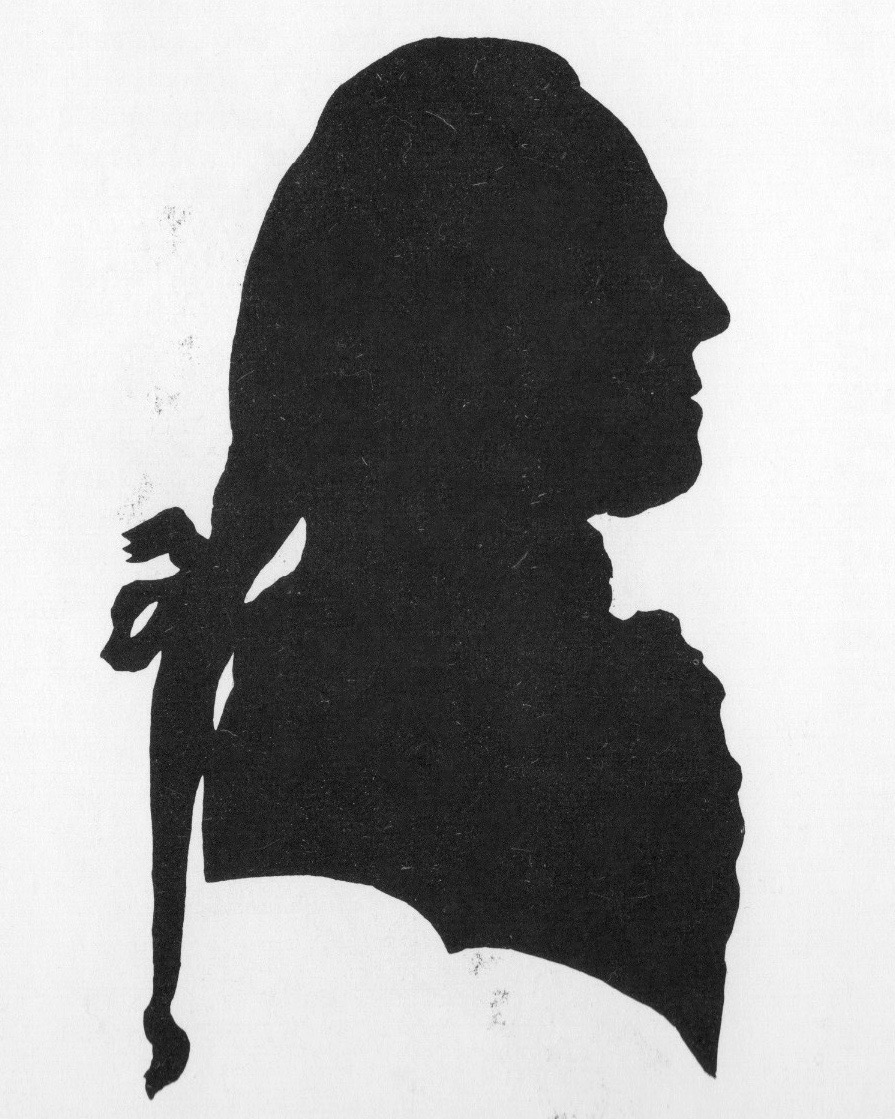
Einziges existierendes Porträt von Märter (Scherenschnitt von Bernhard Albrecht Moll, Wien 1783).

Franz Joseph Märter (* 1. November 1753 in Freiburg im Breisgau; † 7. Mai 1827 in Wien) war ein aus Vorderösterreich stammender Botaniker und Naturforscher, der im Auftrag Kaiser Josephs II. 1783–1787 den Süden der Vereinigten Staaten, die Bahamas, Saint-Domingue (Haiti) und Jamaika bereiste, während andere Mitglieder der von ihm geleiteten Expedition 1785–1788 bis nach Venezuela bzw. auf die Maskarenen gelangten. Später spezialisierte er sich auf die Forstwissenschaft und die Pomologie.

## Leben und Werk

### Professor am Theresianum

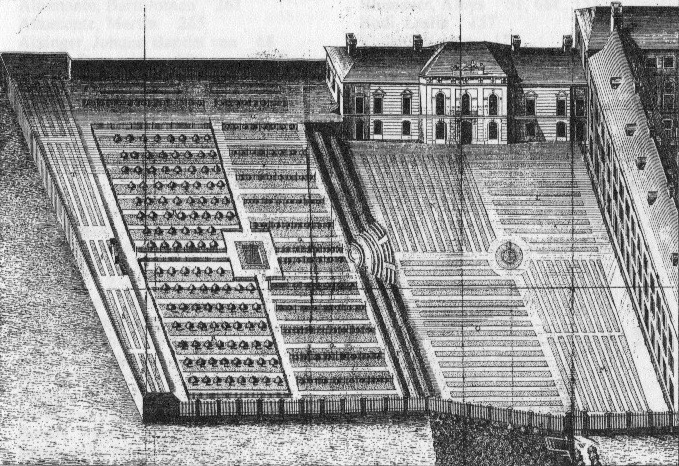
Ökonomischer Garten der Theresianischen Ritterakademie, 1775.

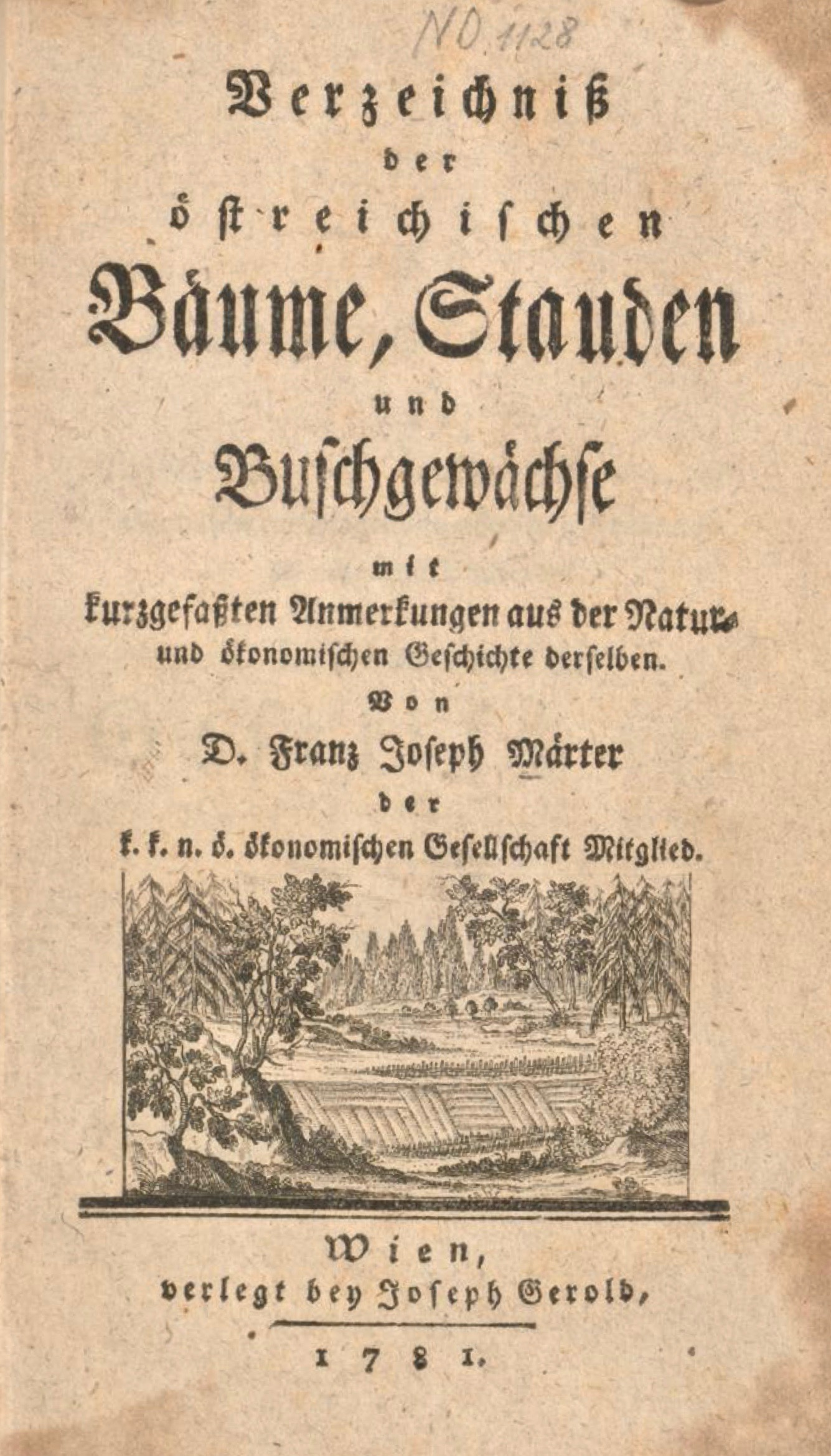
Titelseite von Märters Erstlingswerk, 1781

Märter war Doktor der Medizin, Professor der Naturgeschichte und der Ökonomie (Agrar- und Geowissenschaften, Technologie, Wirtschaftsethik, Handel) an der Theresianisch-Savoyischen Ritterakademie in Wien sowie Mitglied der Freimaurerloge Zur wahren Eintracht, deren Meister vom Stuhl der Mineraloge Ignaz von Born war. 1781 veröffentlichte er ein Verzeichnis der österreichischen Bäume und Sträucher. 1782 folgte ein solches der Pflanzen in einem „ökonomischen Garten“, deren Auswahl von Nützlichkeit und Verfügbarkeit bestimmt sein sollte. Indem er den klassischen botanischen Garten als „Mischmasch“ und „Raritätenkammer“ bezeichnete, verhöhnte er indirekt jenen von Schönbrunn, der dem berühmten Niederländer Nikolaus Joseph von Jacquin unterstand. Dies, obwohl er die eigenen Botanikkentnisse bei Jacquin und in Schönbrunn erworben haben soll.

### Expeditionsleiter in Amerika

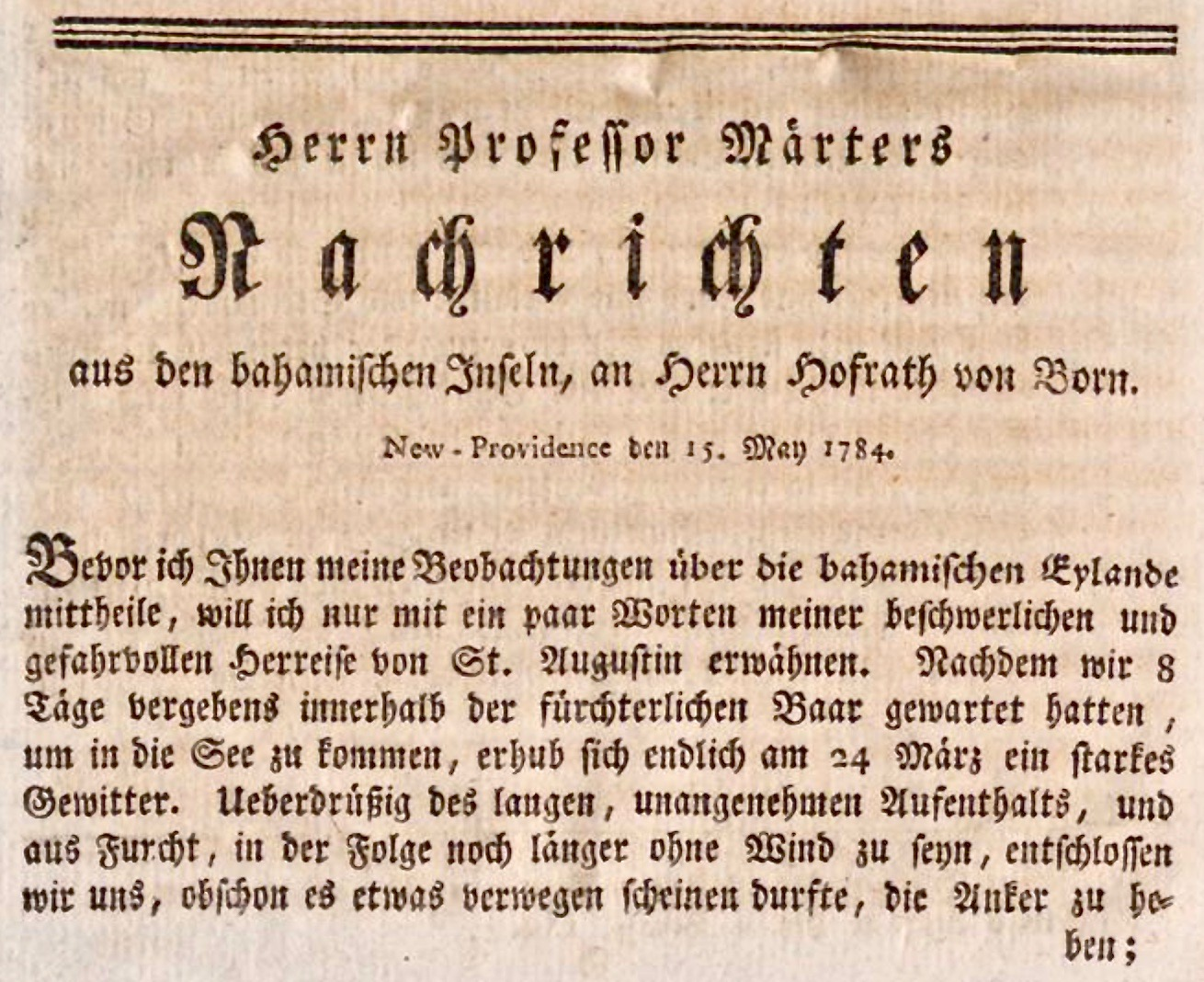
Anfang des Berichts an Born, den Märter auf den Bahamas verfasste.

Kurz bevor Joseph II. die Ritterakademie 1783 in eine Ingenieurschule umwandelte, bestimmte Born seinen Logenbruder zum Leiter einer Gruppe von Forschern, die nach dem Vorbild von James Cook die Welt umsegeln sollten. Der sparsame Kaiser reduzierte das Projekt dann aber auf eine Expedition ohne eigenes Schiff, was zu einem dauernden Wechsel der Reisepläne führte. Die weiteren Mitglieder des heterogenen Teams waren der Botaniker Matthias Leopold Stupić, der Maler Bernhard Albrecht Moll sowie die Gärtner Franz Boos und Franz Bredemeyer.
Während der stürmischen Überfahrt von Le Havre nach Philadelphia zeigte sich zum ersten Mal, dass Märter nicht seetauglich war. In den USA wurden die Forscher vom kaiserlichen Agenten in Philadelphia Frédéric Baron de Beelen unterstützt. Die amerikanischen Botaniker William Bartram und Thomas Walter lieferten Samen. Während Märter seine Begleiter von Philadelphia aus per Schiff nach Charleston (South Carolina) schickte, wählte er mit dem ansbach-bayreuthischen Militärarzt Johann David Schöpf in dem rekordkalten Winter 1783/1784 den Landweg. Von Charleston aus reiste er dann mit Schöpf und Boos nach Ostflorida und auf die Bahamas. In seinen Berichten an Born, die in dessen Freimaurerzeitschrift und zuvor auszugsweise in Wiens erster Tageszeitung publiziert wurden, behandelt er neben naturgeschichtlichen auch ökonomische und politische Themen. So kritisierte er den Großgrundbesitz und die Sklaverei in den Südstaaten, ließ aber auch durchblicken, dass er den aufgeklärten Despotismus Josephs II. der in „gewaltiger Gährung“ begriffenen Demokratie Amerikas vorzog.

### Krank und verlassen
Märter litt in Charleston schon bald an Malaria, und später erkrankte auch Boos lebensgefährlich. Bredemeyer und Boos brachten 1784 bzw. 1785 Pflanzen und Tiere nach Wien. Moll und Stupić verließen das Expeditionsteam und etablierten sich als Zeichenlehrer und Silhouetteur bzw. als Arzt. Obwohl sie die Expedition schon von Anfang an als Gelegenheit zur Auswanderung betrachtet hatten, gab der Kaiser dem „streitsüchtigen“ Märter die Schuld daran und ersetzte sie nicht. Bredemeyer hingegen bat darum, zu Märter zurückkehren zu dürfen, was diesen zur Bemerkung veranlasste, dass er wohl doch kein so schlechter Chef sei. Zusammen mit dem Gärtner Joseph Schücht fuhr Bredemeyer nach Martinique. Märter wollte sie dort abholen, musste aber wegen seiner Seekrankheit in Guadeloupe an Land gehen. Schließlich traf man sich in Saint-Domingue (Haiti). Dort war Märter ein halbes Jahr lang krank. Er schickte Bredemeyer nach Puerto Rico und später mit Schücht nach Venezuela. Als die Probleme, die man ihnen dort machte, in Wien Märter angelastet wurden, schrieb Bredemeyer, er habe diesen als „sehr rechtschaffen“ kennen gelernt, „so das ich mich vor sehr glücklich geschätzt (hätte,) die ganze Weldt mit ihm zu umreisen“.
Boos wurde von Joseph II. mit dem Gärtner Georg Scholl in die niederländische Kapkolonie und auf die französischen Inseln Île-de-France (Mauritius) und Île Bourbon (La Réunion) entsandt, wo es im Gegensatz zu Venezuela ansässige Botaniker und hilfsbereite Beamte gab. Märter aber musste nun ganz ohne Begleiter auskommen und den Plan einer Weltumsegelung aufgeben. Obwohl er mittlerweile eine „westindische Farbe“ hatte, vertrug er Hitze immer noch schlecht und Seereisen überhaupt nicht. 1786 setzte er nach Jamaika über. Dort fühlte er sich besser, drang ins gebirgige Innere vor und untersuchte wie später Alexander von Humboldt und Aimé Bonpland in den Anden den Einfluss zunehmender Meereshöhe auf die Flora. Der schwedische Botaniker Olof Swartz traf ihn auf dem Blue Mountain Peak an, wo er wieder krank war. Möglicherweise bedrückte ihn auch der Gedanke, als in Ungnade Gefallener nicht mehr nach Österreich zurückkehren zu können. Jedenfalls schrieb Swartz dem Präsidenten der Royal Society, Sir Joseph Banks, wenn Märter auf Jamaika bliebe, wäre er nützlicher als der Leiter des dortigen botanischen Gartens.
Nach eigenen Angaben sammelte Märter auf der Insel 3000 Pflanzen. Ganz auf sich gestellt, beschloss er, seine Ausbeute selber nach Europa zu bringen. Als schon alles zum Einschiffen bereit war, traf aus Brüssel noch ein unnützer Helfer namens J. Grosjean ein. Über London erreichte Märter Brüssel, wo er 1800 lebende Pflanzen in Glashäusern überwinterte. 1788 kaufte er noch in Holland und England Vögel und Pflanzen ein, um dann in die Kaiserstadt abzureisen.
Obwohl er bis zur Donau in Ulm „weder die Feder eines Vogels noch ein Blatt einer Pflanze“ verlor, erschien ihm der Landtransport anstrengender als zwei Ozeanüberquerungen. Kurz darauf waren auch Boos und Bredemeyer wieder in Wien. Der Gärtner Georg Scholl hingegen, den Boos am Kap der Guten Hoffnung zurückgelassen hatte, konnte wegen des Ersten Koalitionskriegs erst nach vierzehnjähriger Abwesenheit nach Europa zurückkehren.

### Universitätsprofessor in Brüssel
Die ursprünglich geplante publizistische Auswertung der Expedition durch Märter in Zusammenarbeit mit Moll unterblieb wegen des Auseinanderbrechens des Forscherteams. Die nach Wien gelangten Pflanzen wurden von Jacquin in Beschlag genommen und später wissenschaftlich beschrieben. Wem er die einzelnen Arten verdankte, erwähnte er dabei nicht.
Märter wurde von Joseph II. 1788 zum Professor für Botanik und spezielle Naturgeschichte an der Universität der Österreichischen Niederlande ernannt, deren Verlegung von Löwen nach Brüssel bevorstand. Dort veröffentlichte er ein Verzeichnis der botanischen Begriffe von Linné und der Pflanzen in einem botanischen Garten, der auf Land eines aufgehobenen Klosters angelegt werden sollte. Ein belgischer Botaniker spottete später, er habe die Pflanzen wie die Regimenter des Kaisers aufstellen wollen. Die Stände von Brabant bewilligten für den Garten 50 000 Gulden. Zu dessen Leiter hatte die Regierung auf Vorschlag Märters Bredemeyer ernannt. Die Brabanter Revolution von 1789 verunmöglichte den beiden aber die Fortsetzung ihrer Tätigkeit in Belgien.

### Forstwissenschaftler und Pomologe

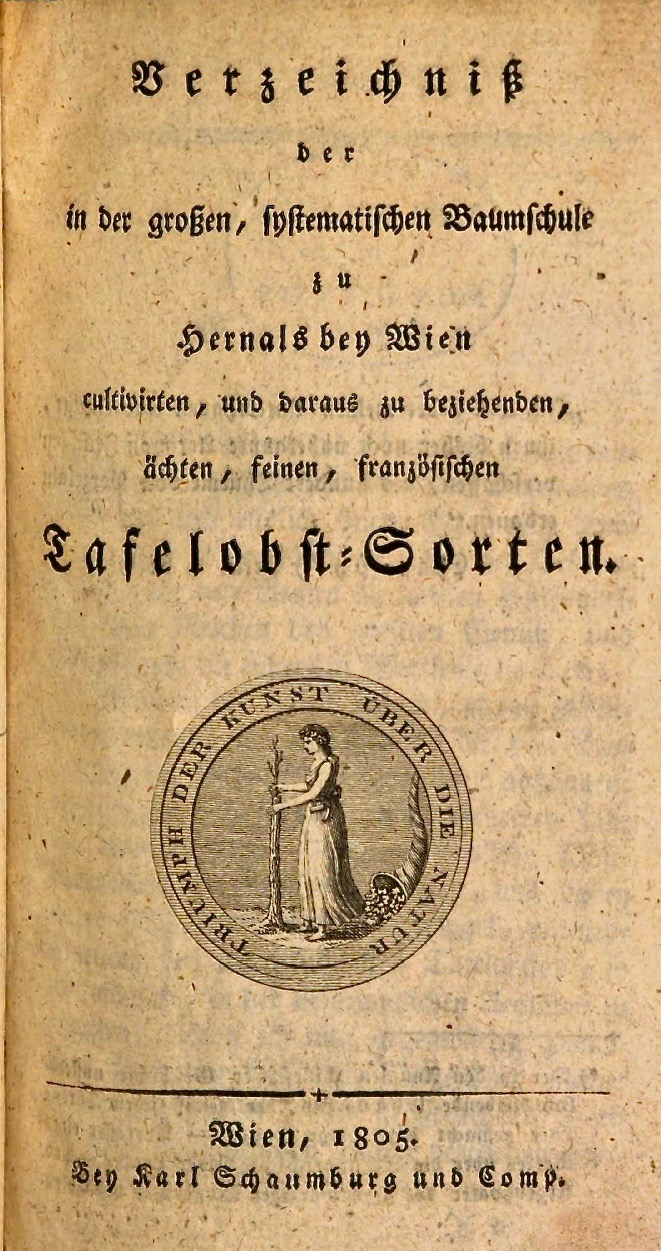
Märters Katalog seiner Baumschule in Hernals, 1805.

Zurück in Wien, heiratete Märter Eva Kommenda (ca. 1774–1856) und hatte mit dieser Nachkommen. Eine Vogelsammlung, die er der Freimaurerloge Zur wahren Eintracht geschenkt hatte, wurde beim Verbot der Freimaurerei durch Kaiser Franz II. 1794 verkauft. Das Schicksal seiner Pflanzensammlung ist nicht bekannt. Im zuletzt erwähnten Jahr wurde der „jubilierte“ (in den Ruhestand versetzte) Professor vom später hingerichteten Wiener Jakobiner Franz Hebenstreit kontaktiert, geriet selbst aber nicht ins Fadenkreuz der Ermittlungen. 1795 protestierte er gegen eine nicht autorisierte Neuauflage seines Verzeichnißes der östreichischen Bäume und Sträucher, wobei er anmerkte, Besitzer eines „ansehnlichen Gartens“ zu sein. 1796 veröffentlichte er selber eine Neuauflage des Werks, in der er die Zahl der beschriebenen Arten von gut 100 auf 500 erhöhte, im Jahr darauf eine Monografie über die Bateten (Süßkartoffeln), mit deren Anbau Boos und er experimentierten.
Als Franz II. 1797 die Theresianische Ritterakademie wiederherstellte, erhielt Märter erneut eine  Professur, diesmal im Fach Forstwissenschaft. 1799 legte er in Hernals eine Baumschule mit 300 französischen Tafelobstsorten an und errichtete daneben 1801 einen Freihof. Dass er am Theresianum 1803 „quiesziert“ (in den Ruhestand versetzt) wurde, geschah möglicherweise aus gesundheitlichen Gründen. Jedenfalls machte er solche geltend, als er 1806 Baumschule und Freihof verkaufte. Der Käufer legte in einem Leserbrief Wert auf die Feststellung, dass Märter „nebst einem Kopfe voll Kenntnisse, einen sehr humanen, liebenswürdigen und allgemein geschätzten Charakter“ besitze. Joseph II. hatte ihn aber wohl nicht ganz zu Unrecht als „streitsüchtig“ bezeichnet, beantwortete er doch eine abschätzige Rezension des Katalogs der Baumschule mit einer langen, polemischen Antikritik. Als Autor forderte er vor dem Hintergrund der Napoleonischen Kriege die Errichtung von „National-Baumschulen“ zur Erhöhung der Holzproduktion. Hingegen bezweifelte er, dass sich der Rohrzucker durch Ahornzucker ersetzen lasse, womit er bei einem Oberjägermeister auf Kritik stieß. In seinen letzten Büchern befasste sich Märter mit der Steinweichsel und dem Maserholz. Er starb im Alter von 73 Jahren.

## Mitgliedschaften
- Ökonomische Gesellschaft in Niederösterreich.
- Freimaurerloge Zur wahren Eintracht.
- Cercle des Philadelphes in Cap-Français (Cap-Haïtien).
- Linnean Society of London.[54]
- Naturforschende Gesellschaft in Zürich.
- Landwirtschaftsgesellschaft in Wien.

## Veröffentlichungen
- Verzeichniß der östreichischen Bäume, Stauden und Buschgewächse mit kurzgefaßten Anmerkungen aus der Natur- und ökonomischen Geschichte derselben. Joseph Gerold, Wien 1781 (Digitalisat); 2. Aufl., Berlin 1785; nicht autorisierte 3. Aufl. (bearbeitet durch Christian Baumann): Die Obstbaumzuchten, nebst dem Verzeichniß aller Bäume, Stauden und Buschgewächse (…) Joseph Gerold, Wien 1795 (Digitalisat); autorisierte 3. Aufl.: Verzeichniß der östreichischen Bäume und Sträucher (…) Joseph Stahel, Wien 1796 (Digitalisat).
- Vorstellung eines ökonomischen Gartens nach den Grundsätzen der angewandten Botanik. Johann Paul Krauß, Wien 1782 (Digitalisat).
- Auszüge aus Märters Berichten aus Nordamerika in: Das Wienerblättchen, Januar 1785, S. 200–202, 208–210, 241 f. (Digitalisat); Februar 1785, S. 26–28, 35 f. (Digitalisat); März 1785, S. 99 f., 115 f., 122–124, 132 f., 144–146 (Digitalisat).
- Beschreibung einiger Vögeln aus dem Geschlechte der Papageyen und Kolubri (sic) von den Küsten der Südsee. In Ignaz Edler von Born (Hrsg.): Physikalische Arbeiten der einträchtigen Freunde in Wien, 1. Jahrgang, 1785, 1. Quartal, S. 75 f., Tab. 1 (Digitalisat); 2. Quartal, S. 47 f., Tab. 2 (Digitalisat).
- Philadelphia, den 15. September 1783, Herrn Professor Märters erstes Schreiben (…) über seine Reise von Europa bis nach Philadelphia in Nordamerika. Ebendort, 1. Jahrgang, 1785, 3. Quartal, S. 53–66 (Digitalisat).
- Philadelphia in Nordamerika, den 25. Sept. (lies: Oktober) 1783, Herrn Professor Märters zweytes Schreiben aus Philadelphia (…) Ebendort, 1. Jahrgang, 1785, 3. Quartal, S. 66 f. (Digitalisat).
- Philadelphia in Pensylvanien, den 14ten November 1783, Herrn Professor Märters Nachrichten über die natürliche Geschichte Pensylvaniens (…) Ebendort, 1. Jahrgang, 1785, 4. Quartal, S. 20–39 (Digitalisat).
- Williamsburg in Virginien, den 20. Dezember 1783, Herrn Professor Märters Nachrichten aus Virginien (…) Ebendort, 1. Jahrgang, 1785, 4. Quartal, S. 93–100 (Digitalisat).
- Herrn Professor Märters mineralogische Bemerkungen auf einer Reise von Philadelphia in Pensilvanien nach Charleston in Karolina.[55] Ebendort, 1. Jahrgang, 1785, 3. Quartal, S. 82–87 (Digitalisat).
- St. Augustin in Ostflorida, den 17. März 1784, Ebendesselben (Märters) Nachrichten aus Ostflorida (…) Ebendort, 1. Jahrgang, 4. Quartal, 1785, S. 101–107 (Digitalisat).
- Herrn Professor Märters Nachrichten aus den Bahamischen Inseln (…) New-Providence, den 15. May 1784. Ebendort, 2. Jahrgang, 1786, 1. Quartal, S. 58–84 (Digitalisat).
- Fundamenta et termini botanici, congesta secundum methodum, et ad ductum Celeberr. Eq. Car. à Linné, in usum prælectionum theoreticarum. Matthæus Lemaire, Bruxellis 1789 (Digitalisat).[56]
- Nachricht an das Publikum. In: Intelligenzblatt der Allgem. Literatur-Zeitung (Jena), 24. Januar 1795, Spalten 59 f. (Digitalisat).
- Naturgeschichte der Bataten, süßen oder spanischen Kartoffeln. Nebst Bemerkungen und Versuchen über die Cultur derselben. Karl Schaumburg, Wien 1797 (Digitalisat).[57]
- Verzeichniß der in der großen systematischen Baumschule zu Hernals bey Wien cultivirten und daraus zu beziehenden ächten, feinen französischen Tafelobst-Sorten. Karl Schaumburg, Wien 1805 (Digitalisat).[58]
- Über das Bedürfniß einer, den gegenwärtigen Zeitumständen angemessenen, außerordentlichen und vermehrten Holz-Production durch Errichtung und zweckmäßige Verwendung von National-Baumschulen. Geistinger, Wien 1810 (Digitalisat).
- Ueber den wahrscheinlichen Erwartungswerth der Ahorn-Zuckererzeugung in den gemässigten Gegenden des europäischen Kontinents. Audiatur et altera pars. In: Christian Peter Laurop (Hrsg.): Annalen der Forst- und Jagd-Wissenschaft, 2. Band, 1. Heft, Heyer und Leske, Darmstadt 1812, S. 29–43 (Digitalisat).
- Charakteristik und Cultur des Mahaleb- oder Parfümir-Kirschenbaumes (…) Geistinger, Wien/Triest 1813 (Digitalisat).
- Entwurf einer Theorie über die natürliche Entstehung sowohl als künstliche Production des Maserholzes (…) Geistinger, Wien/Triest 1815 (Digitalisat).

## Weblink
- Maerter, Franz Joseph (1753-1827), auf: Global Plants (Digitalisat).